# Vrigstadcykeln

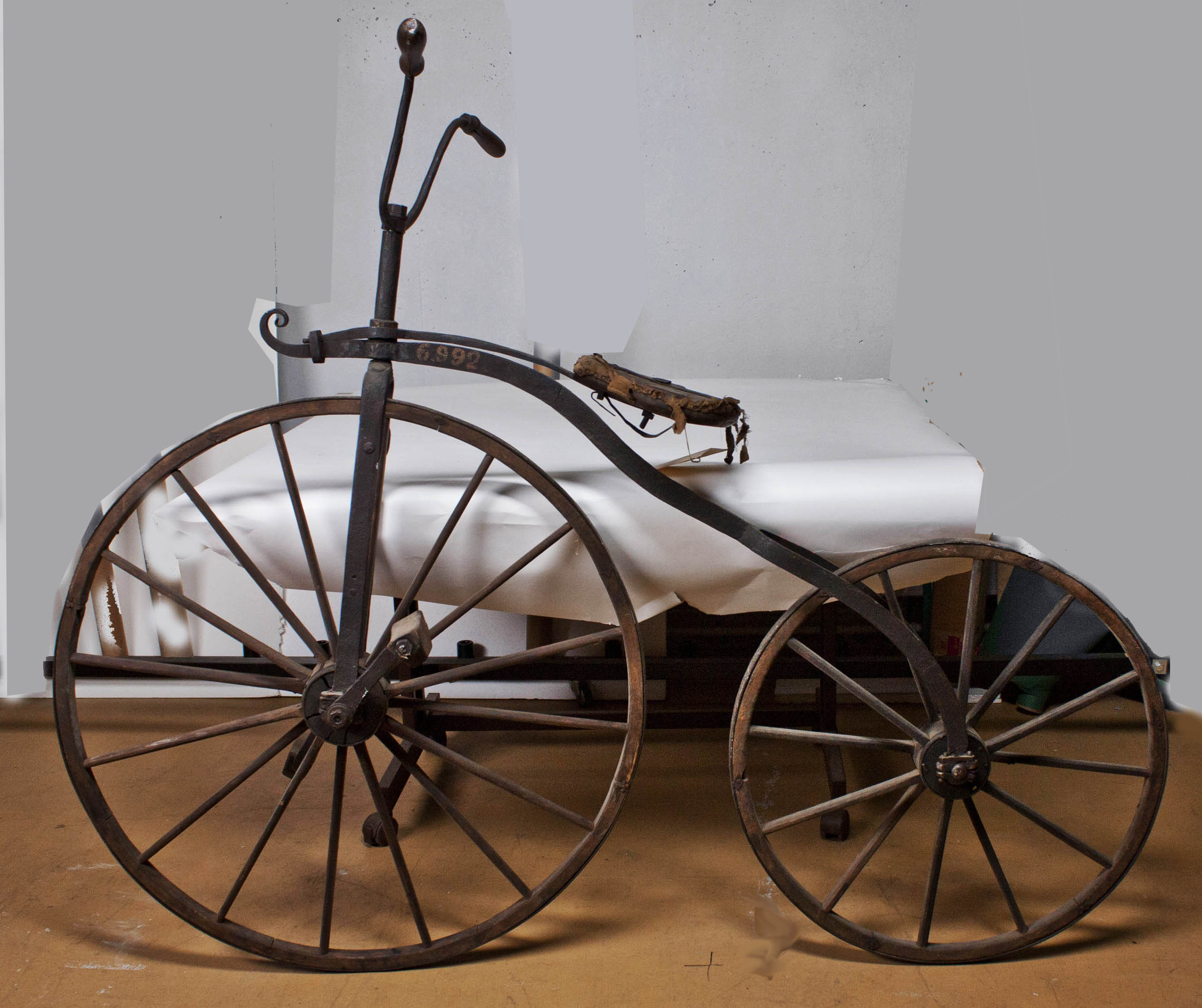
Vrigstadcykel från 1868 på Nordiska museet

Vrigstadcykeln var en velociped av typen benskakare, som tillverkades hantverksmässigt under några år från 1868 i Vrigstad.
År 1867 inspirerades färgerifabrikören Fredrik Runstedt i Vrigstad och vagnmakaren Johan Wilhelm Östberg i Stockholm av den velociped, som fransmannen Pierre Michaux fått patent på och som han visade upp på Världsutställningen i Paris samma år. Den stora nyheten med Pierre Michaux cykel var att framdrivningen skedde med pedaler och inte med benen i marken. John Wilhelm Östberg hade själv varit på världsutställningen och sett den, medan Fredrik Runstedt läst en utförlig beskrivning i en tidskrift. Båda tog utan kännedom om varandras idéer initiativ till icke-licensierad tillverkning på hemmaplan och kunde ungefär samtidigt presentera svensktillverkade benskakare.
Fredrik Runstedt tog hjälp av vagnsmeden Johan Håkansson och smeden Hans Johan Karlsson, båda från trakten. Hans Johan Karlsson gjorde en lyckosam provkörning våren 1868.
Ett välbevarat exemplar av vrigstadscykeln finns på Nordiska museet. och dokumenterades i Östgöta Correspondenten 1899. Artur Hazelius fick 1898 kännedom om Vrigstadcykeln och fick samma år i donation ett exemplar av Fredrik Runstedt.